# محمدجواد شریعت
محمد جواد شریعت طالخونچه (۱۵ دی ۱۳۱۵ طالخونچه، مبارکه، اصفهان - ۴ آبان ۱۳۹۱ اصفهان)، پژوهشگر، مترجم، نویسنده، محقق، فرهنگ‌نویس، مؤلف، قرآن‌پژوه، مولوی‌پژوه، حافظ‌شناس، خاقانی‌شناس، شارح، شاعر، ادیب، مدرس و مصحح ایرانی بود.
از محمدجواد شریعت آثار بسیاری شامل بیش از چهل کتاب و هشتاد مقاله به جا مانده‌است که فهرست برخی از کتاب‌های او عبارت است از: املا (دو جلد)؛ املای صحیح، با تقریظی از محمّد معین؛ آیینهٔ عبرت، شرح قصیده‌ای از خاقانی؛ آیین نگارش؛ بدیهه‌سرایی در ادب فارسی؛ پروین، ستارهٔ آسمان ادب ایران؛ تجزیه و ترکیب اشعار گلستان (دو جلد)؛ ترجمان البلاغه؛ ترجمهٔ نهج الادب، تألیف نجم الغنی؛ ترجمهٔ نهج البلاغه؛ تصحیح اسرار الغیوب، شرح مثنوی معنوی، تألیف خواجه ایوب؛ تصحیح دیوان حافظ همراه با معانی اشعار و ذکر معانی لغات و اصطلاحات و زیبایی‌های ابیات؛ تصحیح منهاج الطلب (کهن‌ترین دستور زبان فارسی)؛ تصحیح و تحشیهٔ جواهر الاسرار و زواهر الانوار، شرح مثنوی مولوی از کمال‌الدین حسین بن حسن خوارزمی، (چهار جلد)، برندهٔ جایزهٔ کتاب سال؛ تصحیح و تحقیق التعرف لمذهب التصوف، تألیف ابوبکر محمد کلاباذی، به‌همراه ترجمه؛ جمله و جمله‌سازی؛ دستور زبان فارسی و انگلیسی (تطبیقی)؛ دستور زبان فارسی؛ دیوان اشعار دقیقی طوسی، به انضمام فرهنگ بسامدی آن؛ سخنان پیر هرات (شامل پنج رساله و منقولات میبدی)؛ شرح دیوان خاقانی به انضمام فرهنگ بسامدی آن؛ فرهنگ الشاهد (عربی ـ فارسی) و (فارسی ـ عربی)؛ فرهنگ املایی فارسی؛ فرهنگ فارسی در سه بخش: ادبیات فارسی، چینی و فرهنگ‌نویسی، با همکاری غلامرضا ستوده و هیئت چینی. برندهٔ جایزهٔ کتاب یونسکو به سال ۱۹۸۰م؛ کتاب‌های دورهٔ تحصیلی راهنمایی، سه جلد با همکاری غلامعلی حداد عادل و احمد سمیعی (گیلانی)؛ گزیدهٔ تفسیر کشف الاسرار ابوالفضل رشیدالدین میبدی معروف به تفسیر قرآن خواجه عبدالله انصاری.

## زندگی‌نامه

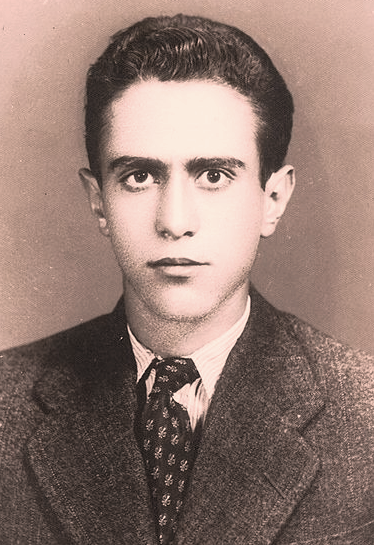
محمدجواد شریعت در دوران نوجوانی

محمد جواد شریعت طالخونچه در ۱۵ دی ماه سال ۱۳۱۵ خورشیدی در شهر اصفهان به دنیا آمد. پدرش روحانی باسواد و مطلعی بود که در یکی از روستاهای مبارکه اصفهان به نام طالخونچه می‌زیست و جد مادری او میرزا محمد علی تویسرکانی از علمای حوزه علمیه اصفهان بود. وی در محضر پدر مقدمات تحصیلات حوزوی را فراگرفت و با کتاب‌های نصاب الصبیان، الفیه و شرح آن؛ یعنی سیوطی و جامع المقدمات انس و الفت داشت و هزار بیت ابیات عربی الفیه و کتاب نصاب را به تشویق پدر از برکرد و همین امر علاقه و اشتیاق وی به زبان و ادبیات فارسی و عربی را سبب شد به‌طوری‌که از کلاس هشتم در سرودن شعر طبع آزمایی می‌کرد. تحصیلات ابتدایی را در روستا به پایان رساند و برای تحصیل در دوره متوسطه به اصفهان آمد و این دوره را در همین شهر به پایان رساند و در مدارس قدیم اصفهان تحت نظر دوستان پدر دروس حوزوی را نیز دنبال کرد. در سال ۱۳۳۳ با مرگ پدر پشتیبان معنوی خود را از دست داد. در سال ۱۳۳۴ در دانشگاه تهران در رشته زبان و ادبیات فارسی به تحصیل مشغول شد و در همان زمان به استخدام وزارت فرهنگ درآمد و در دبستانهای تهران به تدریس پرداخت. تا اینکه در سال ۱۳۳۷ از دانشگاه تهران با درجه لیسانس فارغ‌التحصیل شد و به زادگاه خود بازگشت.
وی در دبیرستان هراتی و حکیم سنایی به کار مشغول شد و به مدت ده سال دبیر دبیرستان بود. در سال ۱۳۳۹ اولین اثر خود به نام املای صحیح را با مقدمه محمد معین منتشر کرد. دومین اثر ایشان کتاب دستور زبان تطبیقی فارسی و انگلیسی بود که شامل قواعد هر دو زبان و مقایسه آن‌ها است. از دیگر کارهای وی در این دوره، تألیف دو جلد کتاب املا برای دانش آموزان دبیرستان و دو فرهنگ کوچک لغت فارسی و کتاب تجزیه و ترکیب اشعار گلستان بود.

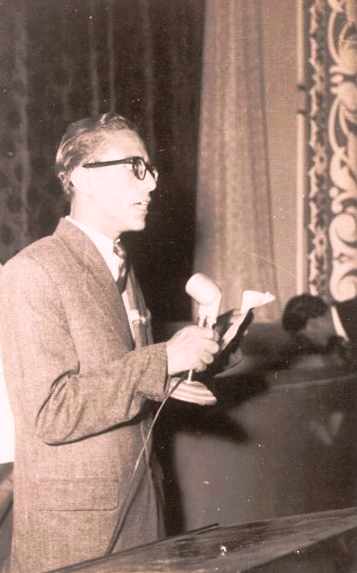
شریعت در حال سخنرانی سال ۱۳۳۳

در سال ۱۳۳۹ در دوره دکتری زبان و ادبیات فارسی دانشگاه تهران پذیرفته شد. وی در خرداد ماه سال ۱۳۴۷ از رساله خود با عنوان مطالعه در ترجمه تفسیر طبری به راهنمایی محمد تقی مدرس رضوی دفاع کرد و در سمت استادیار در دانشگاه اصفهان مشغول به کار شد. وی در دوران تحصیل از دو کس فایده بسیار برد: فروزانفر و محمد معین. معین کسی بود که او را با تحقیق آشنا کرد. روز اول ورود ایشان به دانشگاه با درس معین آغاز شد و در همان روز اول درس، رساله‌ای دربارهٔ خواجه نظام الملک بر عهده ایشان گذاشت و منابعی هم معرفی کردند. بدیع الزمان فروزانفر نیز تأثیر بسزایی بر ایشان داشت. از دیگر استادان او می‌توان به استاد همایی، مدرس رضوی و بدیع الزمانی اشاره کرد.
فعالیتهای علمی شریعت با ورود به دانشگاه بیشتر شد و غیر از نگارش مقالات علمی با تألیف و ترجمه برخی کتب، نیاز دانشجویان رشته ادبیات را مرتفع ساخت. از جمله این آثار می‌توان به ترجمه جلد اول تا چهارم مبادی العربیه به همراه پاسخ تمرینها، دستور زبان فارسی و آیینه عبرت (شرح قصیده ایوان مدائن خاقانی) اشاره کرد.

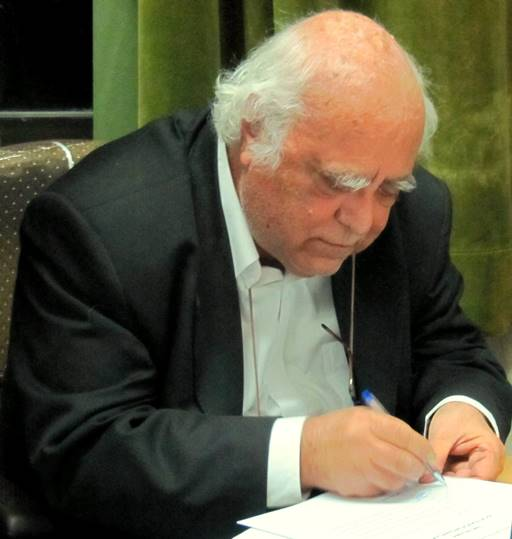
محمد جواد شریعت در سال ۱۳۸۹

ایشان از سال ۱۳۵۰ به عنوان مدیر گروه زبان و ادبیات فارسی دانشگاه اصفهان به کار خود ادامه داد و در بیشتر سمینارها و همایشهای علمی و ادبی، سخنرانی‌ها و مقالات ارزنده‌ای را عرضه کرد. وی در کنار فعالیت‌های تخصصی دستور زبان، تحقیقاتی مطابق ذوق و سلیقه خود انجام می‌داد که حاصل آن‌ها آثاری چون: سخنان پیر هرات، پروین ستاره آسمان ادب ایران بود.
در سال ۱۳۵۲ به انگلستان رفت و در آنجا تدریس ادبیات فارسی در دانشگاه دورهام را به عهده گرفت و در سال ۱۳۵۶ به همراه غلامرضا ستوده به چین سفر کرد و در آنجا برای تألیف فرهنگ فارسی – چینی به استادان دانشگاه پکن یاری رساند که این اثر در سال ۱۹۸۰ برنده جایزه یونسکو گردید. همچنین حاصل جستجوی ایشان در میان نسخ خطی کتابخانه مسجد دون شی در پکن، تصحیح و چاپ کتاب منهاج الطلب بود.
غیر از آنچه ذکر شد او در موضوع قرآن و مثنوی مولوی نیز آثاری به یادگار گذاشت؛ از جمله: ۱- تصحیح شرح مثنوی خوارزمی به نام جواهر الاسرار و زواهر الانوار که به عنوان کتاب سال برنده جایزه گردید. ۲- تصحیح شرح دیگری در باب مثنوی با عنوان اسرار الغیوب نوشته خواجه ایوب. ۳- کشف الابیات مثنوی بر اساس چاپ نیکلسون که از آثار مرجع در ادبیات فارسی است. در باب قرآن پژوهی فهرست تفسیر کشف الاسرار و عده الابرار که از تفاسیر قرآن و منبعی در احادیث و اقوال صوفیان به‌شمار می‌رود و چهارده روایت قرآن نیز از دیگر پژوهشهایی قرآنی ایشان محسوب می‌شود. در زمینه حافظ افزون بر مقالات متعدد، اثری با عنوان دیوان حافظ با معانی اشعار و لغات ابیات و شرح زیباییهای ابیات نگاشته‌اند که به گفته هروی می‌توان آن را دائرةالمعارف حافظ نامید.
او در سال ۱۳۶۰ پس از ۲۵ سال خدمت بازنشسته شد و همچنان راه تدریس و تحقیق را ادامه داد. ایشان در سال ۱۳۶۵ از سوی دانشگاه آزاد اسلامی نجف آباد دعوت به همکاری شد. این مرد همیشه معلم، محقق و پژوهشگر نستوه تا پایان عمر خود شاگردان بسیاری را تربیت کرد. وی پس از تحمل دوره کوتاه بیماری در چهارم آبان ۱۳۹۱ در سن ۷۶ سالگی در بیمارستان الزهرای اصفهان درگذشت.

## خاطرات

### خاطره ملاقات با رحیم ارباب
محمدجواد شریعت که با جمعی از دانشجویان با رحیم ارباب اصفهانی دیدار کرده‌است، خاطره آن ملاقات را چنین می‌گوید:
سال یکهزار و سیصد و سی دو شمسی بود، من و عده‌ای از جوانان پرشور آن روزگار، پس از تبادل نظر و بحث و مشاجره، به این نتیجه رسیده بودیم که چه دلیلی دارد نماز را به عربی بخوانیم؟ چرا نماز را به زبان فارسی نخوانیم؟ عاقبت تصمیم گرفتیم نماز را به فارسی بخوانیم و همین کار را هم کردیم. والدین کم‌کم از این موضوع آگاهی یافتند و به فکر چاره افتادند. آن‌ها، پس از تبادل نظر با یکدیگر، تصمیم گرفتند با نصیحت ما را از این کار بازدارند و اگر مؤثر نبود، راهی دیگر برگزینند. چون پند دادن آن‌ها مؤثر نیفتاد؛ ما را نزد یکی از روحانیون آن زمان بردند. آن روحانی وقتی فهمید ما به زبان فارسی نماز می‌خوانیم، به شیوه‌ای اهانت‌آمیز نجس و کافرمان خواند. این عمل او ما را در کارمان راسخ تر و مصرتر ساخت. عاقبت یکی از پدران، والدین دیگر افراد را به این فکر انداخت که ما را به محضر    آقا رحیم ارباب ببرند و این فکر مورد تأیید قرار گرفت. آن‌ها نزد  ارباب شتافتند و موضوع را با وی در میان نهادند. او دستور داد در وقتی معیّن ما را خدمتش رهنمون شوند. در روز موعود ما را که تقریباً پانزده نفر بودیم، به محضر مبارک ایشان بردند.

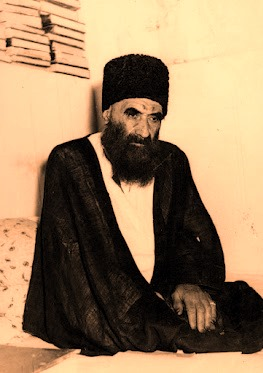
علامه آقا رحیم ارباب

در همان لحظه اول، چهره نورانی و خندان وی ما را مجذوب ساخت؛ آن بزرگمرد را غیر از دیگران یافتیم و دانستیم که با شخصیتی استثنایی رو به رو هستیم. آقا در آغاز دستور پذیرایی از همه ما را صادر فرمود. سپس به والدین ما فرمود: شما که به فارسی نماز نمی‌خوانید، فعلاً تشریف ببرید و ما را با فرزندانتان تنها بگذارید. وقتی آن‌ها رفتند، به ما فرمود: بهتر است شما یکی یکی خودتان را معرفی کنید و بگویید در چه سطح تحصیلی و چه رشته‌ای درس می‌خوانید. آنگاه، به تناسب رشته و کلاس ما، پرسش‌های علمی مطرح کرد و از درس‌هایی مانند جبر و مثلثات و فیزیک و شیمی و علوم طبیعی مسائلی را پرسید که پاسخ اغلب آن‌ها از توان ما بیرون بود. هر کس از عهده پاسخ برنمی‌آمد، با اظهار لطف وی و پاسخ درست پرسش رو به رو می‌شد. پس از آن که همه ما را خلع سلاح کرد، فرمود: والدین شما نگران شده‌اند که شما نمازتان را به فارسی می‌خوانید، آن‌ها نمی‌دانند من کسانی را می‌شناسم که ـ نعوذ بالله ـ اصلاً نماز نمی‌خوانند. شما جوانان پاک اعتقادی هستید که هم اهل دین هستید و هم اهل همت. من در جوانی می‌خواستم مثل شما نماز را به فارسی بخوانم؛ ولی مشکلاتی پیش‌آمد که نتوانستم. اکنون شما به خواسته دورانی جوانی ام جامه عمل پوشانیده‌اید، آفرین به همت شما.
در آن روزگار، نخستین مشکل من ترجمه صحیح سوره حمد بود که لابد شما آن را حل کرده‌اید. اکنون یکی از شما که از دیگران مسلط تر است، بگوید بسم الله الرحمن الرحیم را چگونه ترجمه کرده‌است. یکی از ما به عادت دانش آموزان دستش را بالا گرفت و برای پاسخ دادن داوطلب شد. آقا با لبخند فرمود: خوب شد طرف مباحثه ما یک‌نفر است؛ زیرا من از عهده پانزده جوان نیرومند برنمی‌آمدم. بعد به آن جوان فرمود: خوب بفرمایید بسم الله را چگونه ترجمه کردید؟ آن جوان گفت: طبق عادت جاری به نام خداوند بخشنده مهربان،  ارباب لبخند زد و فرمود: گمان نکنم ترجمه درست بسم الله چنین باشد، در مورد «بسم» ترجمه «به نام» عیبی ندارد. اما «الله» قابل ترجمه نیست؛ زیرا اسم علم (خاص) خدا است و اسم خاص را نمی‌توان ترجمه کرد؛ مثلاً اگر اسم کسی «حسن» باشد، نمی‌توان به آن گفت «زیبا». ترجمه «حسن» زیبا است؛ امّا اگر به آقای حسن بگوییم آقای زیبا، خوشش نمی‌آید. کلمه الله اسم خاصی است که مسلمانان بر ذات خداوند متعال اطلاق می‌کنند، نمی‌توان «الله» را ترجمه کرد، باید همان را به کار برد. خوب «رحمن» را چگونه ترجمه کرده‌اید؟ رفیق ما پاسخ داد: بخشنده.  ارباب فرمود: این ترجمه بد نیست، ولی کامل نیست؛ زیرا «رحمن» یکی از صفات خدا است که شمول رحمت و بخشندگی او را می‌رساند و این شمول در کلمه بخشنده نیست؛ «رحمن» یعنی خدایی که در این دنیا هم بر مؤمن و هم بر کافر رحم می‌کند و همه را در کنف لطف و بخشندگی خود قرار می‌دهد و نعمت رزق و سلامت جسم و مانند آن عطا می‌فرماید. در هر حال، ترجمه بخشنده برای «رحمن» در حد کمال ترجمه نیست. خوب رحیم را چطور ترجمه کرده‌اید؟ رفیق ما جواب داد: «مهربان».   ارباب فرمود: اگر مقصودتان از رحیم من بودم ـ چون نام وی رحیم بود ـ بدم نمی‌آمد «مهربان» ترجمه کنید؛ اما چون رحیم کلمه‌ای قرآنی و نام پروردگار است، باید درست معنا شود. اگر آن را «بخشاینده» ترجمه کرده بودید، راهی به دهی می‌برد؛ زیرا رحیم یعنی خدایی که در آن دنیا گناهان مؤمنان را عفو می‌کند. پس آنچه در ترجمه «بسم الله» آورده‌اید، بد نیست؛ ولی کامل نیست و اشتباهاتی دارد. من هم در دوران جوانی چنین قصدی داشتم؛ اما به همین مشکلات برخوردم و از خواندن نماز فارسی منصرف شدم. تازه این فقط آیه اول سوره حمد بود، اگر به دیگر آیات بپردازیم، موضوع خیلی پیچیده‌تر می‌شود. اما من معتقدم شما اگر باز هم بر این امر اصرار دارید، دست از نماز خواندن به فارسی برندارید؛ زیرا خواندنش از نخواندن نماز به‌طور کلی بهتر است.
در این‌جا، همگی شرمنده و منفعل و شکست خورده از وی عذرخواهی کردیم و قول دادیم، ضمن خواندن نماز به عربی، نمازهای گذشته را اعاده کنیم. ایشان فرمود: من نگفتم به عربی نماز بخوانید، هر طور دلتان می‌خواهد بخوانید. من فقط مشکلات این کار را برای شما شرح دادم. ما همه عاجزانه از وی طلب بخشایش و از کار خود اظهار پشیمانی کردیم. ارباب، با تعارف میوه و شیرینی، مجلس را به پایان برد. ما همگی دست مبارکش را بوسیدیم و در حالی که ما را بدرقه می‌کرد، خداحافظی کردیم. بعد نمازها را اعاده کردیم و از کار جاهلانه خود دست برداشتیم. بنده از آن به بعد گاه به حضور آن جناب می‌رسیدم و از خرمن علم و فضیلت وی خوشه‌ها برمی‌چیدم. وقتی در دوره دکترای زبان و ادبیات فارسی دانشگاه تهران به تحصیل مشغول بودم، گاه، نامه‌ها و پیغام‌های استاد فقید  بدیع الزمان فروزانفر را برای وی می‌بردم و پاسخ‌های کتبی و شفاهی   را به آن استاد فقید می‌رساندم؛ و این افتخاری برای بنده بود. گاه ورقه‌های استفتایی که به محضر آن  رسیده بود، روی هم انباشته می‌شد. او دستور می‌داد آن‌ها را بخوانم و پاسخ را طبق نظر وی بنویسم. پس از خواندن پاسخ اگر اشتباهی نداشت، آن را مهر می‌کرد. در این مرحله با بزرگواری‌های بسیار وی رو به رو بودم که اکنون مجال بیان آن‌ها نیست. خدایش بیامرزد و در دریای رحمت خویش غرقه سازد.

## کارنامه علمی

### تألیف، تصحیح و ترجمه
۱- املای صحیح، اصفهان: ثقفی، ۱۳۳۹.
۲- دستور زبان تطبیقی فارسی و انگلیسی، اصفهان: مشعل، ۱۳۴۰.
۳- کتاب املا، ۲ جلد، اصفهان: مشعل، ۱۳۴۲.
۴- لغت فارسی، اصفهان: مشعل، ۱۳۴۴.
۵- راهنمای زبان و ادبیات فارسی، اصفهان: مشعل، ۱۳۴۵.
۶- مطالعه در ترجمه تفسیر طبری، رساله دکتری به راهنمایی محمدتقی مدرس رضوی، دانشگاه تهران، ۱۳۴۶.
۷-  کاملترین صرف و نحو عربی (ترجمه جلد چهارم مبادی العربیه) اصفهان: مشعل، ۱۳۴۶.
۸- ترجمه و راهنمای مبادی العربیه، جلد ۲، اصفهان: مشعل، ۱۳۴۶.
۹- تجزیه و ترکیب اشعار گلستان، اصفهان: مشعل، ۱۳۴۷.
۱۰- زمینه بحث دربارهٔ آیین نگارش، اصفهان: دانشگاه اصفهان، ۱۳۴۸.
۱۱- آیینه عبرت (شرح قصیده ایوان مدائن خاقانی)، اصفهان: دانشگاه اصفهان، ۱۳۴۸.
۱۲- جمله و جمله سازی، اصفهان: مشعل، ۱۳۴۸.
۱۳- دستور زبان فارسی اصفهان: دانشگاه اصفهان، ۱۳۴۹ و چاپ دوم با تجدیدنظر، تهران: اساطیر، ۱۳۶۴.
۱۴- سخنان پیر هرات، تهران: امیرکبیر، ۱۳۵۵ و چاپ دوم، ۱۳۵۸.
۱۵- پروین، ستاره آسمان ادب ایران، اصفهان:مشعل، ۱۳۵۶و چاپ دوم، ۱۳۶۸.
۱۶- منهاج الطلب (کهن‌ترین دستور زبان فارسی)، اصفهان: مشعل، ۱۳۵۹.
۱۷- ترجمه نهج البلاغه، اصفهان: مشعل، ۱۳۶۰و چاپ دوم، تهران: اساطیر، ۱۳۷۴و چاپ سوم، ۱۳۷۶.
۱۸- جواهر الاسرار و زواهر الانوار (شرح مثنوی مولوی)، ۴ جلد، اصفهان: مشعل، ۱۳۶۱ و چاپ دوم، تهران: اساطیر، ۱۳۸۴.
۱۹- فرهنگ فارسی– چینی، با همکاری غلامرضا ستوده و هیئت چینی، پکن، ۱۹۸۳.
۲۰- کمال البلاغه، اصفهان، میثم تمار، ۱۳۶۲.
۲۱- کشف الابیات مثنوی، اصفهان: کمال، ۱۳۶۲.
۲۲- فهرست تفسیر کشف الاسرار و عده الابرار، تهران: امیرکبیر، ۱۳۶۳.
۲۳- دیوان دقیقی طوسی به انضمام فرهنگ بسامدی آن، تهران:اساطیر، ۱۳۶۸.
۲۴- چهارده روایت در قرائت قران مجید، تهران: سازمان تبلیغات اسلامی، ۱۳۶۸.
۲۵- کتاب تعرف، متن و ترجمه، تهران: اساطیر، ۱۳۷۱.
۲۶- کتاب‌های دوره راهنمایی تحصیلی، با همکاری  حداد عادل و احمد سمیعی، ۳ جلد، تهران: سازمان چاپ و نشر کتاب‌های درسی، ۱۳۷۴.
۲۷- گزیده تفسیر کشف الاسرار، تهران: اساطیر، ۱۳۷۴.
۲۸- دستور ساده زبان فارسی، تهران: اساطیر، ۱۳۷۶.
۲۹- اسرار الغیوب، ۲ جلد، تهران: اساطیر، ۱۳۷۷.
۳۰- دیوان حافظ با معانی اشعار و لغات ابیات و شرح زیباییهای ابیات، اصفهان: آترپات، ۱۳۸۱.
۳۱- ترجمان البلاغه، اصفهان: دژنپشت، ۱۳۸۶.

### مقالات
۱- انتقادی دربارهٔ دیوان عطار، راهنمای کتاب، سال ۶، شماره ۳، ۱۳۴۲.
۲- سهم دانشمندان ایرانی در تمدن اسلامی، یادنامه  طوسی، مجلد ۳، دانشگاه فردوسی مشهد، ۱۳۵۴.
۳- قلمرو زبان حافظ، یادنامه کنگره سعدی و حافظ، دانشگاه شیراز، ۱۳۴۹.
۴- پیشنهادی برای آسان نوشتن در زبان فارسی، مجله دانشکده ادبیات و علوم انسانی دانشگاه اصفهان، شماره ۵، ۱۳۴۸.
۵- افعال لازم و متعدی در تاریخ بیهقی، یادنامه بیهقی، دانشگاه فردوسی مشهد، ۱۳۴۹.
۶- انتقاد از تاریخ زبان  خانلری (جلد ۲)، مجله دانشکده ادبیات و علوم انسانی دانشگاه اصفهان، شماره ۹، ۱۳۵۱.
۷- بحثی دربارهٔ صفت مرکب، مجموعه سخنرانی‌های سومین مجلس بحث دربارهٔ زبان فارسی (وزارت فرهنگ و هنر)، ۱۳۵۴.
۸- اشتقاق از فعل، مقالات سومین کنگره تحقیقات ایرانی، جلد ۱، ۱۳۴۵.
۹- حذف، تخفیف، ترخیم، مجموعه مقالات چهارمین کنگره تحقیقات ایرانی، جلد ۱، ۱۳۵۴.
۱۰- حرف اضافه در سیاست نامه، مجموعه مقالات پنجمین کنگره تحقیقات ایرانی، ۱۳۵۳.
۱۱- ویژگی‌های دستوری سیاست نامه، مجموعه مقالات ششمین کنگره تحقیقات ایرانی، ۱۳۵۴.
۱۲- داوری دربارهٔ سیاست نامه، مجموعه مقالات هفتمین کنگره تحقیقات ایرانی، ۱۳۵۵.
۱۳- بررسی اشعار دقیقی از دیدگاه دستور زبان، یادنامه دقیقی طوسی، ۱۳۵۵.
۱۴- بحثی دربارهٔ لفظ «افتادن» در لغت‌نامه دهخدا، گوهر، خرداد ۱۳۵۳.
۱۵- قدرت ترکیبی زبان فارسی، وحید، اردیبهشت ۱۳۵۳.
۱۶- انتقادی بر ترجمه تفسیر کمبریج، راهنمای کتاب، زمستان ۱۳۵۳.
۱۷- انتقادی بر کتاب فارسی سوم دوره راهنمایی تحصیلی، راهنمای کتاب، سال ۱۷، بهار ۱۳۵۴.
۱۸- انتقادی بر مرصاد العباد، راهنمای کتاب، بهار ۱۳۵۵.
۱۹- نقدی بر فارسی اول دبیرستان، راهنمای کتاب، سال ۲۰، شماره‌های ۷–۵، تابستان ۱۳۵۶.
۲۰- جایی که گاهی در آن دانش پیدا می‌شود (دانشگاه)، روزنامه کیهان، آبان ۱۳۵۱.
۲۱- خانه از پای بست ویران است، روزنامه کیهان، شماره ۹۹۶.
۲۲- کتابخانه مسجد دون شی در شهر پکن، راهنمای کتاب، سال۲۰، شماره های۱۰–۸، بهار ۱۳۵۵.
۲۳- فعل، متمم، مفعول به واسطه، قید، نشریه دانشکده ادبیات و علوم انسانی دانشگاه اصفهان، سال ۱۰، شماره ۱۱، ۱۳۵۴.
۲۴- دگرگونیهای لفظ در مثنوی مولوی، جشن نامه استاد مدرس رضوی.
۲۵- منهاج الطلب یکی از کهن‌ترین دستورهای زبان فارسی، آینده، سال ۶، شماره ۷و ۸، مهر و آبان ۱۳۵۹.
1. تأثیر زبانهای خارجی در زبان فارسی معاصر، اولین سخنرانی در دانشکده زبانهای خاوری دانشگاه پکن.
2. نثر معاصر فارسی، دومین سخنرانی در دانشکده زبانهای خاوری دانشگاه پکن.
3. فرهنگ‌نویسی و فرهنگهای فارسی و طرز استفاده از آنها، سومین سخنرانی در دانشکده زبانهای خاوری دانشگاه پکن.

۲۹- ضمیر و کاربرد آن در دیوان حافظ، نامواره  افشار، جلد ۶، صص ۳۳۲۹–۳۳۶۳.
۳۰- نقدی بر دیوان حافظ چاپ  خانلری، آینده، شماره‌های ۹و ۱۰، آذر و دی ماه ۱۳۶۰.
۳۱- کهن‌ترین نسخه دیوان سعدی و طرز استفاده از آن، کیهان فرهنگی، شماره ۱۰، دی ۱۳۶۳.
۳۲- روابط تاریخی میان چین و ایران، نامواره  افشار، شماره دوم.
۳۳- آفتاب در ادب فارسی، فرهنگ ایران زمین، جلد ۲۷، ص ۸۵–۹۷.
۳۴- زمزمه محبت (مصاحبه)، رشد آموزش زبان و ادب فارسی، تابستان ۱۳۶۵.
۳۵- نگاهی دیگر به غلط ننویسیم، نشر دانش، سال هشتم، شماره ۵، مرداد و شهریور ۱۳۶۸.
۳۶- طبری و اولین ترجمه قران به زبان فارسی، کیهان فرهنگی، سال ۶، شماره ۶، شهریور ۱۳۶۸.
۳۷- اظهارنظر دربارهٔ حافظ (اقتراح)، کیهان فرهنگی، سال پنجم، شماره ۸.
۳۸- نکته‌هایی در شعر حافظ، کیهان فرهنگی، سال پنجم، شماره ۸.
1. چهره پیر هرات در آیینه کشف الاسرار، سخنرانی در انجمن فلسفه به مناسبت هزارمین سال وفات خواجه عبدالله انصاری.
2. راه‌های درست آموزش زبان و مشکلات آن، سخنرانی در سومین سمینار زبان فارسی، زبان علم.
3. زبان علمی و واژه سازی، سخنرانی در دومین سمینار زبان فارسی، زبان علم.

۴۲- نکته‌ای در بیتی از حافظ، یغمای سی و دوم، یادنامه حبیب یغمایی، صص ۱۵۳–۱۵۶.
1. فعل در دیوان حافظ، سخن اهل دل، مجموعه سخنرانی‌های کنگره حافظ.
2. استفاده از فرهنگها در تصحیح شاهنامه فردوسی، سخنرانی در کنگره جهانی فردوسی.
3. لغات و ترکیبات نو، سخنرانی در چهارمین سمینار زبان فارسی، زبان علم.

۴۶- مقابله فرهنگها، مجله گسترش، سال۷، شماره۴، فروردین و اردیبهشت ۱۳۷۲.
۴۷- در سایه خورشید درخشان (نقدی بر فرهنگ جبهه)، کیهان، آبان ۱۳۷۳.
۴۸- سیری در گلستان، مجله دانشکده ادبیات و علوم انسانی دانشگاه فردوسی مشهد، سال ۲۳، شماره ۳ و ۴، ۱۳۶۶.
۴۹- همنشین دل، مجله رشد آموزش ادب فارسی، سال ۶، شماره ۲۶، پاییز ۱۳۷۰.
۵۰- کتاب‌های درسی و آینده تعلیم و تربیت ایران، مجله گسترش، سال ۶، شماره ۳، اسفند ۱۳۷۰.
۵۱- دنیای داد و ستد، سخن اهل دل، ماهنامه فرهنگی ادبی دانشگاه آزاد اسلامی نجف آباد، ۱۳۷۲.
۵۲- خاندان ترکه، مجله گسترش، سال ۸، شماره ۱، فروردین ۱۳۷۳.
۵۳- «وجوه» در تفسیر کشف الاسرار، کنگره بزرگداشت ابوالفضل رشیدالدین میبدی، اردیبهشت ۱۳۷۴.
۵۴- مردی که از سلاله حکمت بود، جهان کتاب، شماره ۲۹ و ۳۰، بهمن ۱۳۷۵.
۵۵- یادی از چهار استاد: فلاطوری؛ مردی از سلاله حکمت، وقف میراث جاویدان، شماره‌های ۱۹ و ۲۰، پاییز و زمستان ۱۳۷۶.
۵۶- مردی از دیار فضیلت، آیین فرزانگی، دفتر پنجم، ستاد بزرگداشت مقام معلم استان اصفهان، ۱۳۷۷.
۵۷- همیشه معلم، همیشه دانش آموز، (مصاحبه) سکه صاحب عیار، ۱۳۷۷.
۵۸- گسترش معنی در مصدرهای بسیط، پژوهشنامه دانشگاه آزاد اسلامی شهرکرد، شماره ۱، ۱۳۷۷.
۵۹- نهج البلاغه در دانشگاه‌ها، وقف میراث جاویدان، شماره‌های ۲۵و ۲۶، بهار و تابستان ۱۳۷۸.
۶۰- خاطراتی از  جلال الدین همایی، یادنامه استاد همایی (پایان شب سخن سرایی)، بهار، ۱۳۸۱.
۶۱- بررسی چاپ تازه ترجمان البلاغه، نشر دانش، سال ۱۹، شماره ۳، پاییز ۱۳۸۱.
۶۲- انواع صفت در دیوان حافظ، مجله هستی، پاییز و زمستان ۱۳۸۲.
۶۳- انسان کامل، دانشنامه دانشگاه آزاد اسلامی، شماره ۵۲ و ۵۳، بهار و تابستان ۱۳۸۳.
۶۴- سخن و اهل سخن، بزرگداشت فرهنگیان اهل قلم استان اصفهان، بهار ۱۳۸۳.
۶۵- اسطوره آفرینش در شاهنامه، هستی، شماره ۱۸، تابستان ۱۳۸۳.
۶۶- طالخونچه و صاحب بن عباد، کیهان فرهنگی، شماره ۲۱۴، مرداد ۱۳۸۳.
۶۷- نقدی بر حافظ و الهیات رندی، حافظ، شماره ۶، شهریور ۱۳۸۳.
۶۸- ابیات حافظ در تعلیقات اسرار التوحید، حافظ، شماره ۸، آبان ۱۳۸۳.
۶۹- استاد بدیع الزمان فروزانفر و اصفهان و اصفهانیان، سخن آشنا، یادنامه بدیع الزمان فروزانفر، آبان ۱۳۸۳.
۷۰- پیر حافظ و خطا پوشی خدای او، حافظ، شماره ۱۱، بهمن ۱۳۸۳.
۷۱- تقدیم شرح مثنوی به  غلامحسین یوسفی، حافظ، شماره ۱۰، دی ۱۳۸۳.
۷۲- نقدها را بود آیا که عیاری گیرند، فلسفه، کلام و عرفان، نامه علوم انسانی، شماره ۱۲، تابستان و پاییز ۱۳۸۴ و شماره ۱۵، زمستان
۸۵ و بهار ۸۶.
۷۳- نوروزتان پیروز (شعر)، حافظ، شماره ۱۳، فروردین ۱۳۸۴.
۷۴- نقدی بر فرهنگ بزرگ سخن، حافظ، شماره‌های ۱۳–۱۹، ۱۳۸۴.
۷۵- نکاتی از نخستین کتاب بدیع زبان فارسی، کتاب ماه ادبیات و فلسفه، شماره ۹۳، تیر ۱۳۸۴.
۷۶- نظری به دیوان حافظ به اهتمام احمد مجاهد چاپ دانشگاه تهران، حافظ، مهر ۱۳۸۴.
۷۷- ماجرای پایان‌نامه‌ها، حافظ، شماره ۲۲، دی ۱۳۸۴.
۷۸- زبان خاقانی، حافظ، شماره ۲۵، اسفند ۱۳۸۴.
1. پندنامه انوشیروان، یادنامه  منوچهر مرتضوی.
2. پندنامه بزرگمهر حکیم، مجله هویت ایرانی.

۸۱- نقدی بر دستور خط فارسی فرهنگستان، مجله نقد و بررسی، شماره ۱۸، اسفند ۱۳۸۵.
۸۲- زبان فردوسی، حافظ، فروردین ۱۳۸۵.
1. تأثیر حافظ بر مردم پس از خود، سخنرانی در دومین همایش ایرانشناسی.
2. فرهنگ بسامدی گلستان، یادنامه   غلامحسین یوسفی.

۸۵- کدام راه؟، جهان کتاب، شماره ۲۲۴ و ۲۲۵، دی و بهمن و اسفند ۱۳۸۶.
۸۶- نقد دیوان حافظ فریدون میرزا چاپ دانشگاه تهران، حافظ، تیر ۱۳۸۶.
۸۷- ایران‌شناسی: اوضاع فرهنگ و معارف ایران، حافظ، اردیبهشت ۱۳۸۶.
۸۸- «همزه»، «الف»، «و»، «ه»، «ی»، پژوهشنامه زبان و ادبیات فارسی، پاییز ۱۳۸۹.
۸۹- خاطره‌ها و تجربه‌ها:  آقا رحیم ارباب و جوانان، روانشناسی و علوم تربیتی، رشد معلم، بهمن ۱۳۸۹
۹۰- نقدی بر ساختار صفت نسبی در زبان فارسی، پژوهش‌های نقد ادبی سبک‌شناسی، سال اول، شماره ۴، تابستان ۱۳۹۰.

## نمونه سروده‌ها

### یادی از اساتید
| درخت عمرم ار پر برگ و بار است |  | همه مرهون الطاف (بهار) است      |
| ادیبی در کمال پارسایی         |  | ندیده دیده مانند (همایی)        |
| معانی را اگر از دل گرفتم      |  | بیان را بالله از (فاضل) گرفتم   |
| محقق چون (فروزانفر) ندیدم     |  | سخن سنجی چو (صورتگر) ندیدم      |
| روانی گر در این گفتار دارم    |  | ز درس منطق (عصار) دارم          |
| اگر باغ لغت‌نامه (صفا) یافت    |  | صفا را از (معین) و (دهخدا) یافت |
| الفبای حقوق ار یادمان ماند    |  | به یمن لطف ( شایگان) ماند       |
| مرا امروز اگردر فقه دید است   |  | ز نان سفره ( عمید) است          |
| همه یاران من افسوس مردند      |  | مرا تنها به این دنیا سپردند     |

### برای  غلامحسین یوسفی
شعر زیر را  محمدجواد شریعت برای  غلامحسین یوسفی سروده‌اند:
در سال ۱۳۶۴،   یوسفی به اروپا و آمریکا مسافرت کردند و استاد شریعت در شهریورماه آن سال برای زیارت ایشان رهسپار تهران شدند اما توفیق ملاقات ایشان را نیافتند. به محض آگاه شدن از ورود ایشان به تهران این شعر را -به تقاضای سه کتاب تألیف و تصحیح ایشان: بوستان سعدی، نهاد روشن و کاغذ زر- برای ایشان فرستادند:
| دی پیک دلنواز خبرآور آمدم           |  | گفتا که مژده! باخبر از دلبر آمدم  |
| گفتم به مژده جان دهم، از یار ما بگو |  | گفتا ز نزد دلبر جان‌پرور آمدم      |
| گفتم کی از سفر برسید آشنای من       |  | گفتا ز بعدِ رفتن جان بر سر آمدم    |
| گفتم ز حال ما ز تو پرسید؟ گفت نی    |  | گفتم چرا و اشک به چشم تر آمدم     |
| گفتا که پا ز حدّ خود افزون منه فلان  |  | گفتم که عشق از خِرَد افزون‌تر آمدم   |
| گفتم درود من برسان وانگهش بگو       |  | کاندر فراق روی تو از دل برآمدم    |
| من آمدم به تهران بهر زیارتت         |  | چون سال پیش در مَهِ شهریور آمدم     |
| گفتند دوستان بَـرِ شیطانِ اعظمی        |  | در پیش چشم شوق جهان احقر آمدم     |
| بر «بوستان» تازه و شاداب روی تو     |  | چون بلبلان به نغمه و شور وشر آمدم |
| ما را «نهاد روشن» و «بستانی» آرزوست |  | چون «کاغذِ زر» م نَبُوَد، بی‌زر آمدم   |
| بهرِ نثارِ مقدمِ آن سرور عزیز          |  | جان برطبق نهاده و دل بر سر آمدم   |
| امید من سعادت ذات عزیز توست         |  | با این امید بر دَرِ آن داور آمدم    |

و در بهمن‌ماه همان سال استاد  غلامحسین یوسفی شعر زیر را با عنوان همنشین دل همراه با کتاب‌های بوستان و نهاد روشن و کاغذ زر به استاد شریعت فرستادند:
| پیک خجسته آمد و مشک تر آمدم          |  | شیرین چکامه‌ای به خط دلبر آمدم    |
| از اصفهان که گنج هنر خواند بایدش     |  | گنجینه‌ای عزیز و پُر از گوهر آمدم  |
| از دوستی که مهر و وفا رسم و خویِ اوست |  | بار دگر سرودی جان‌پرور آمدم       |
| تا از سفر بیامدم او کرد یاد من       |  | شعرش ز هر درودی زیباتر آمدم      |
| هر جا روم، به سوی وطن می‌کشد دلم      |  | در هر دیار یاد وطن همبر آمدم     |
| آن‌جا که دوستان و عزیزان من زیند      |  | خوشتر ز مرز باختر و خاور آمدم    |
| بی‌دوست این جهان همه تنهایی است و غم  |  | دیری است کاین حدیث کهن باور آمدم |
| من بنده محبّتم و انس و دوستی          |  | بی‌عشق، زندگانی رنج‌آور آمدم       |
| کی می‌روی ز یاد من ای «همنشین دل» ؟   |  | چون تو کجا رفیقی دانشور آمدم؟    |
| گر بال و پر مرا بُد و می‌داشتم توان    |  | سوی تو همچو مرغ به بال و پر آمدم |
| جاوید مان که یاد تو جاوید در دل است  |  | بپذیر این جواب که از دل برآمدم   |

### عید نوروز
شعر زیر را نیز استاد شریعت در فروردین ماه ۱۳۸۴ به مناسبت فرارسیدن عید نوروز با عنوان «نوروزتان پیروز» سروده‌اند:
| صدای پای سعادت قرین نوروزی        |  | به گوش می رسدم با صلای پیروزی    |
| تهی ز عشق دل از سردی زمستان بود   |  | گل آمده‌است که آن را ز بلبل آموزی |
| به پیشباز گل سوریم بیا و ببین     |  | به چهارشنبه سوری به آتش‌افروزی    |
| اگر ز آتش غم بگذری سیاوش وار      |  | به یمن مکرمت پاکیت نمی‌سوزی       |
| لباس عید برازنده بر تن ار خواهی   |  | بخواهم عافیتت با طراز بهروزی     |
| به قد و قامت ایران زمین سپهر بلند |  | ز سبزه و گل و ریحان کند قبادوزی  |
| ز راه دادن عیدانه مردم آموزند     |  | به کودکان چو گل شیوه زراندوزی    |
| مباش در غم فردا و فکر دیروزت      |  | بکوش فصل بهاران به عیش امروزی    |
| به عیش کوش به فرمان حافظ شیراز    |  | «که چندروزی بودمیرحکم نوروزی»    |
| بهار فصل گل عشق و برگ شادی هاست   |  | خوشابه حال کسی کش همین بود روزی  |
| به موسم گل صد برگ و لاله خودرو    |  | خموش باد به گیتی شرار کین توزی   |

مبارک است بر ایرانیان غرق امید
فرارسیدن عید سعید و سال جدید

## نگارخانه

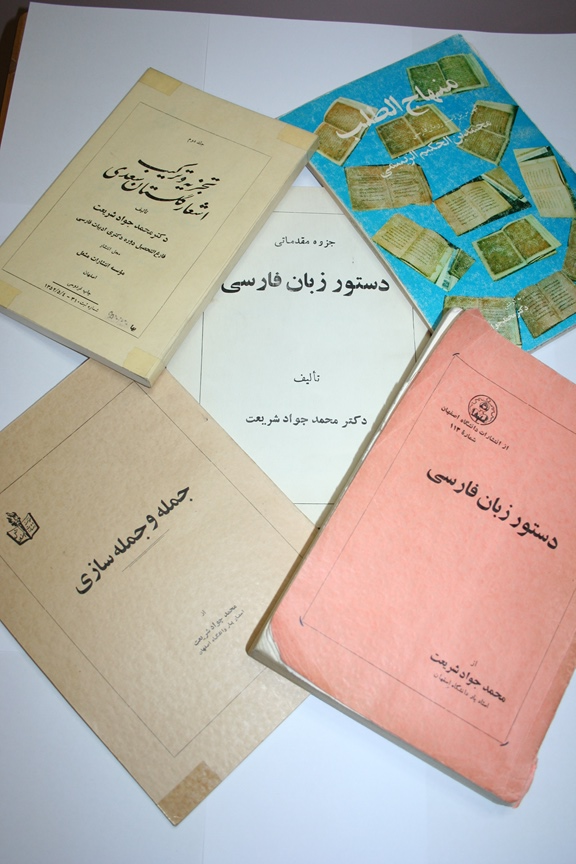
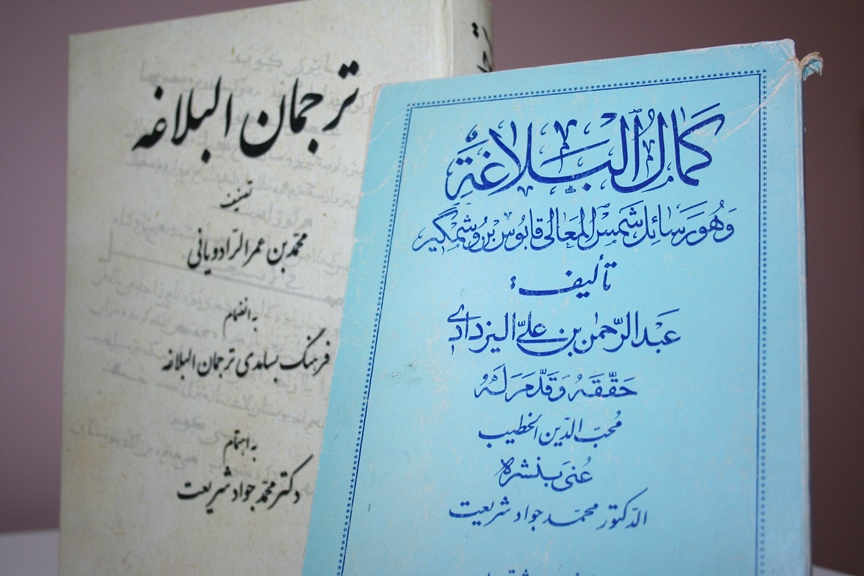
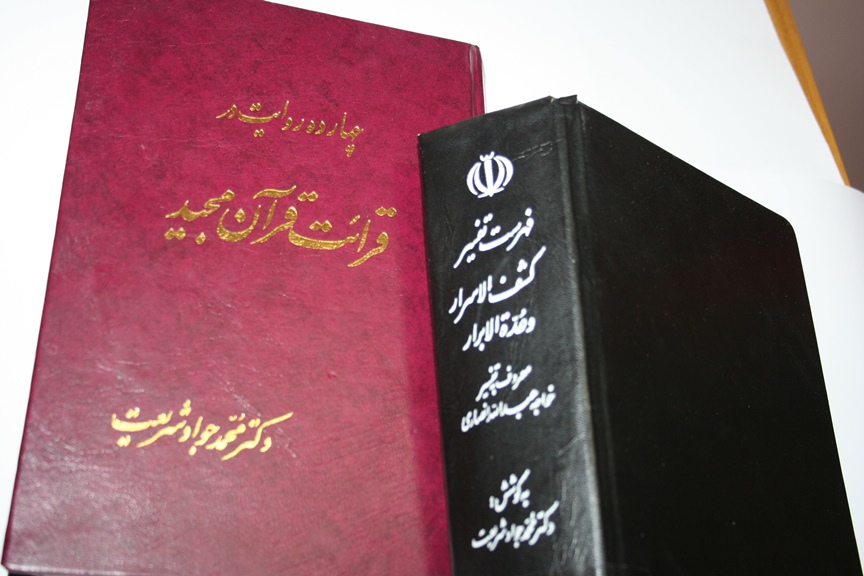
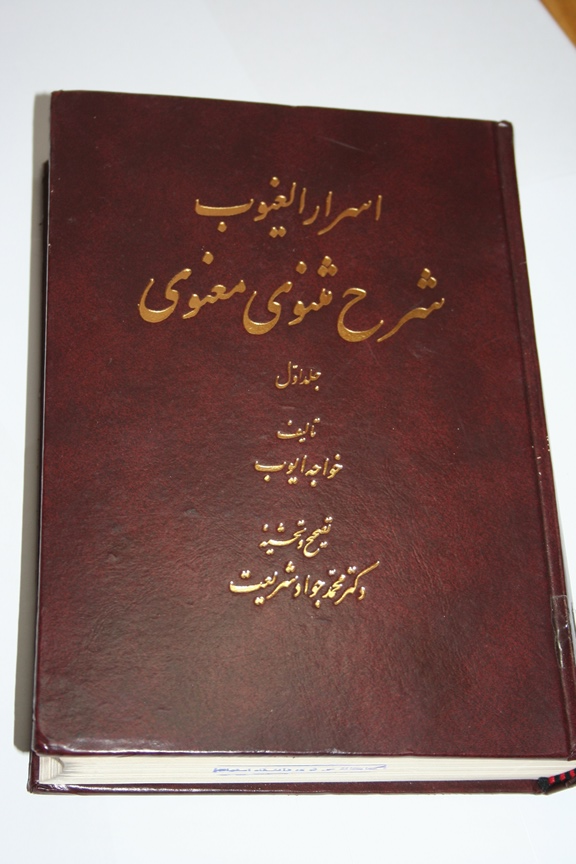
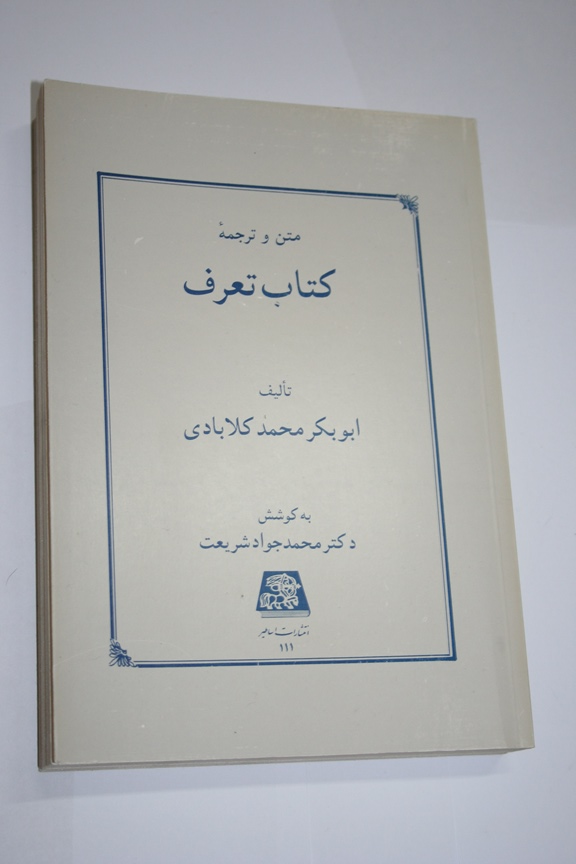
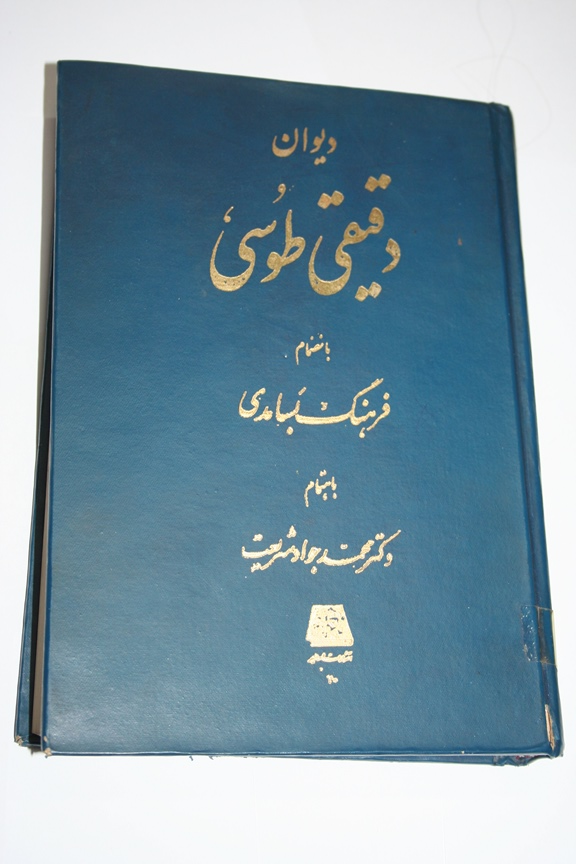
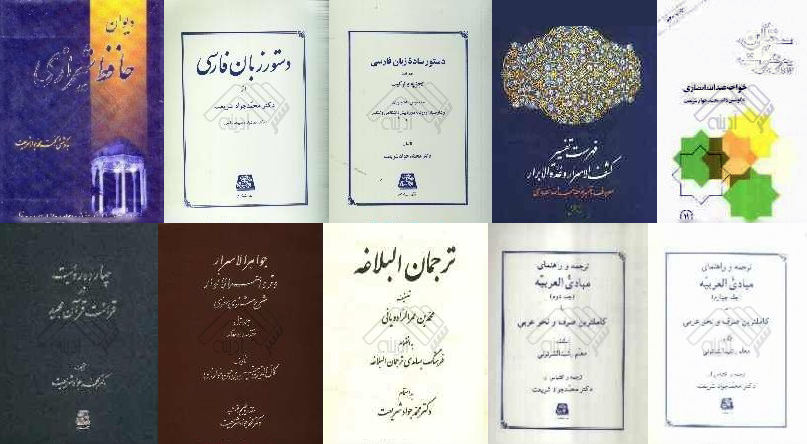
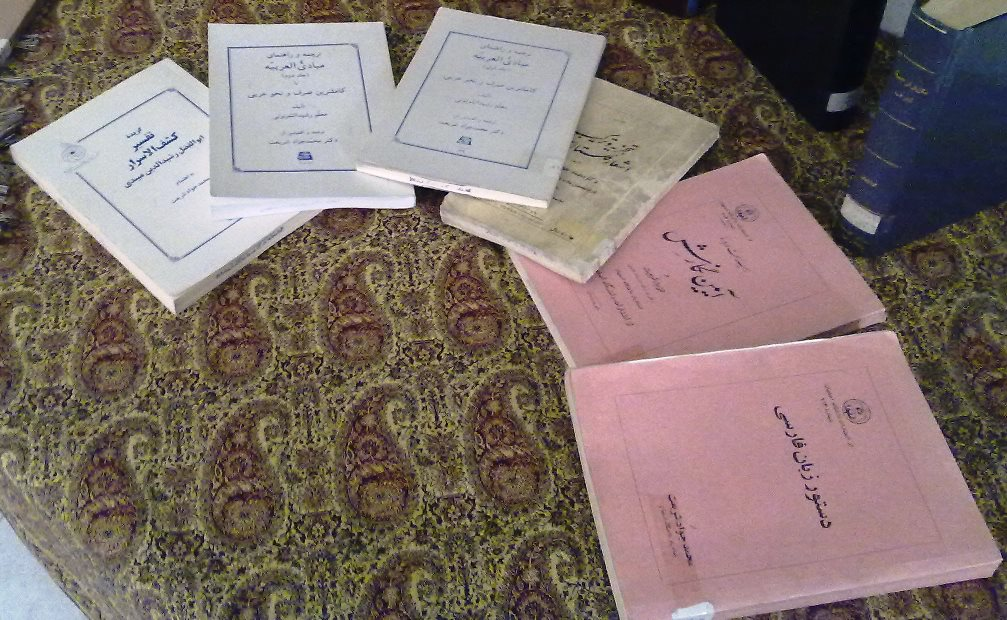
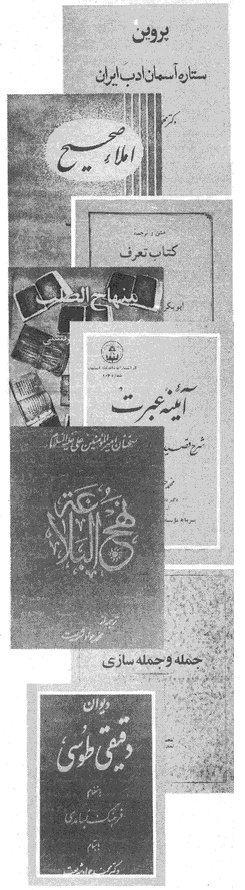
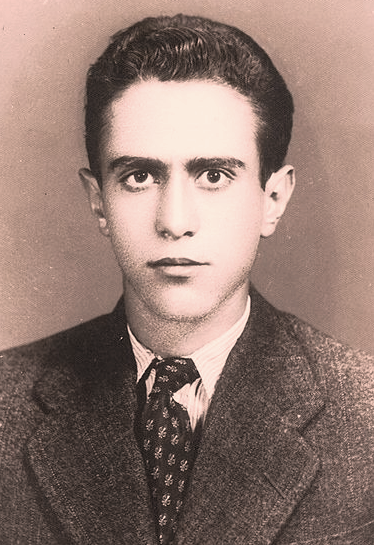
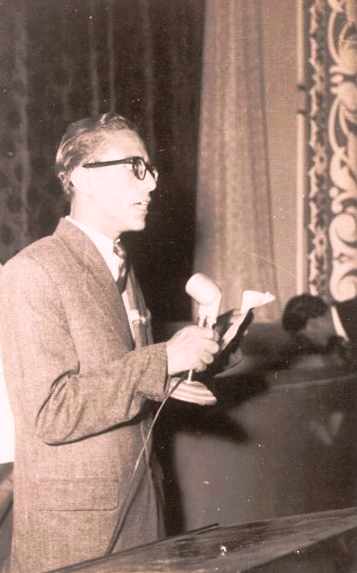
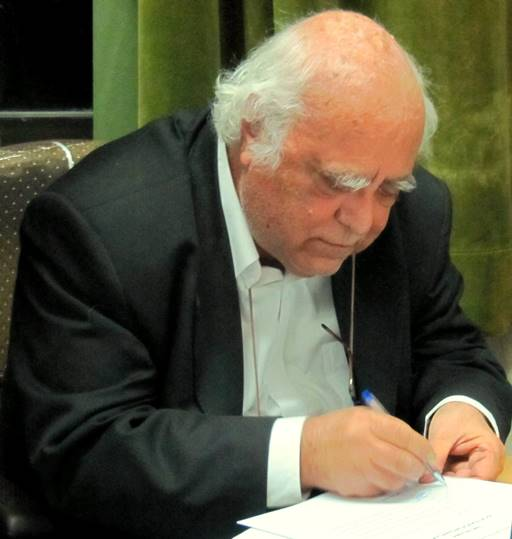
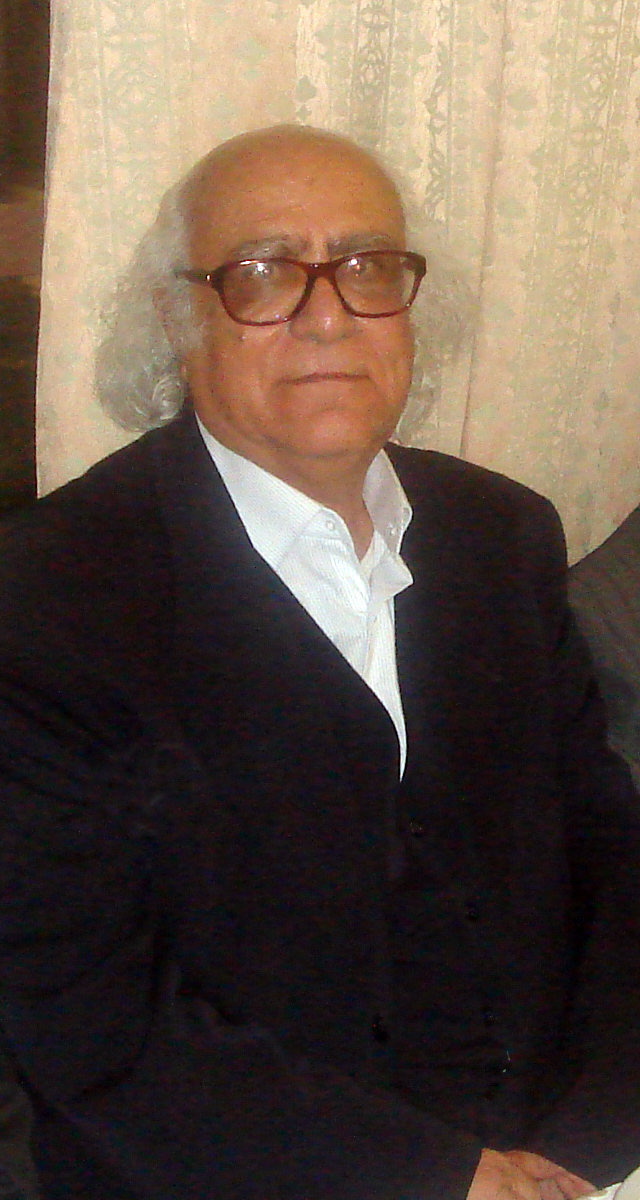
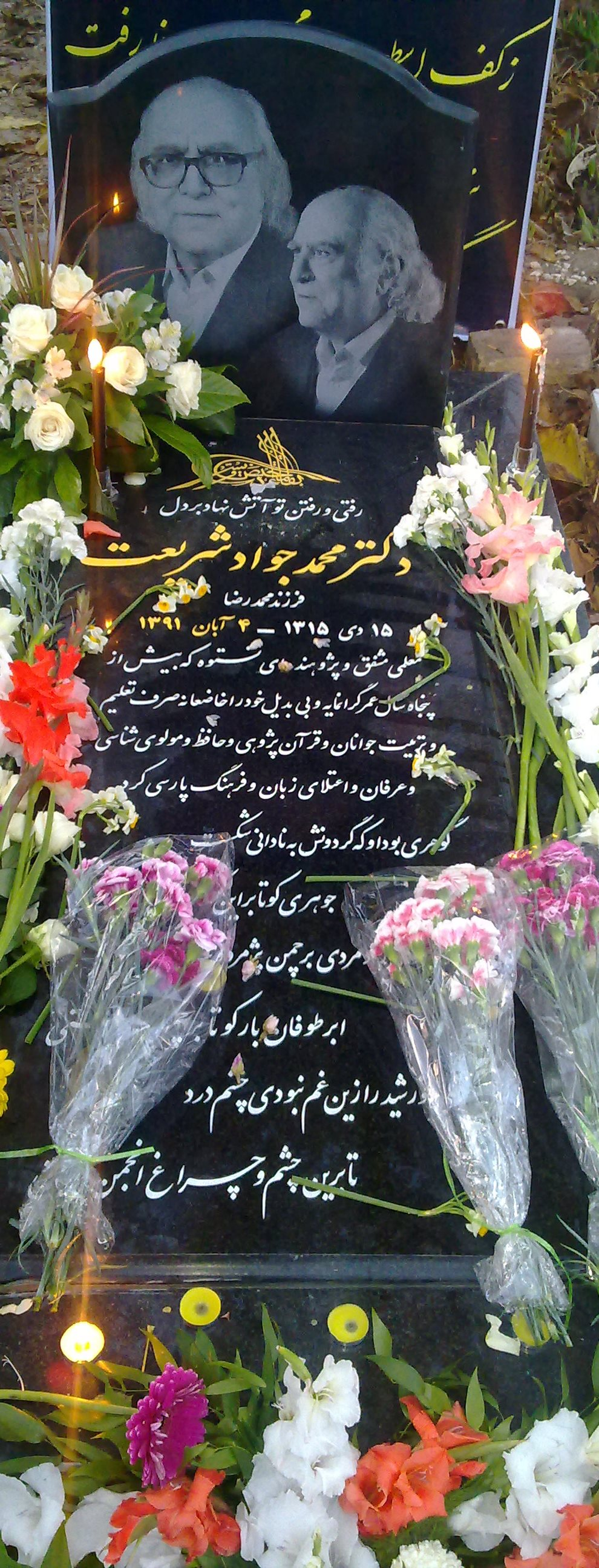